# Gonomyia (Gonomyia) papposa
Gonomyia (Gonomyia) papposa is een tweevleugelige uit de familie steltmuggen (Limoniidae). De soort komt voor in het Palearctisch gebied.